# Suha, Škofja Loka
Súha je naselje v Občini Škofja Loka.
Stari del naselja je gručasta vas, ki leži na terasi reke Sore ob južnem robu Sorškega polja v bližini Škofje Loke na nadmorski višini 338 m. Skozi vas teče reka (potok) Súšica, ki izvira pod Čepuljami in se tik za vasjo izliva v Soro. Ob naselju poteka regionalna cesta Škofja Loka - Ljubljana. V letu 2012 pa se je začela gradnja škofjeloške obvoznice, ki bo razdelila naselje na dva dela.
Naselje se je v zadnjih desetletjih močno urbanistično razvilo, tako da se na vzhodnem delu že stika s Škofjo Loko, na severu pa s Starim Dvorom. K naselju sodijo tudi novejše stanovanjsko naselje in večji industrijski obrati na zahodnem delu naselja ob gorenjski železniški progi. Na Suhi je tudi glavno škofjeloško pokopališče Lipica in nova čistilna naprava.

## Zgodovina
Suha je stara slovenska vas. Imenovana je bila v darilni listini cesarja Otona II. freisinškemu škofu leta 973. V 13. stoletju je Suha obsegala 21 kmetij, leta 1869 je bilo že 41 hiš in 274 prebivalcev, ob popisu leta 1971 pa 1900 ljudi, vendar so zraven prišteti še Frankovo naselje in Hafnerjevo naselje, vas pa je imela 245 prebivalcev.
Danes šteje stari del vasi Suha komaj dobrih sto prebivalcev. V starem delu vasi je več kmetij, še posebej zanimiva in etnografsko posebna je Španova hiša z ohranjenimi freskami. Pred hišo stoji poznobaročno trikotno znamenje iz leta 1794. Hiša je bila leta 1997 obnovljena. Druga zanimiva je Miklavževa hiša s freskami. Kamniti most čez Sušico je iz leta 1773 in je v zelo slabem stanju. Trenutno služi za dostop do stanovanjske hiše ter pešcem in kolesarjem.

## Cerkev sv. Janeza Krstnika
Cerkev sv. Janeza Krstnika je eden najlepših zgledov kranjskega prezbiterija z zvezdastim obokom. Je spomenik gotskega slikarstva na Slovenskem iz srede 15. stoletja.
Cerkev ima pravokotno ladjo in sklenjen kor. Sredi oboka je Kristus, obdajajo ga simboli evangelistov in angeli. Deli pod obokom prikazujejo Marijino življenje, ploskve med stebri so poslikane z liki apostolov. Freske je naredil anonimni mojster, spodnji pas, kjer so upodobljene pametne in nespametne device ter mučenci, je približno sto let pozneje poslikal Jernej iz Loke. Zgodnjebaročni zlati oltar je iz leta 1672. Oltar je narejen kot monštranca in prikazuje, kako Janez Krstnik krščuje Jezusa. Je delo podobarske delavnice Urbana Jamška. Pred sedanjim je bil tudi gotski oltar s poslikanimi krili in okrašen s kipci, ki so ga zamenjali zaradi mode. Tudi stranska oltarja sta delo iste delavnice in pozlačena. Eden je iz leta 1652 (oltar svetih Petra in Pavla), drugi pa iz leta 1643 (oltar Marijinega oznanenja). Škofjeloški podobar Janez Šubic je vse tri prenovil leta 1873. Leta 1850 je bila zgrajena lopa v kateri je slika, ki prikazuje požare na Suhi v letih 1620 in 1754. Zvonik je bil zgrajen leta 1747. Zvonovi so bili uliti leta 1879 in sicer jih je ulil ljubljanski zvonar A. Samassa. Ob obnovi leta 1893 so lesen strop zamenjali s psevdogotsko obokanim in izevedli tudi gotska okna.
Cerkev je bila leta 2001 razglašena za kulturni spomenik državnega pomena z lastnostmi umetnostnega in arhitekturnega spomenika.
- Cerkev Sv. Janeza Krstnika
- Cerkev Sv. Janeza Krstnika - Kranjski prezbiterij
- Cerkev Sv. Janeza Krstnika, poslikave v prezbiteriju